# Psilochira venusta
Psilochira venusta är en fjärilsart som beskrevs av Collenette 1933. Psilochira venusta ingår i släktet Psilochira och familjen tofsspinnare. Inga underarter finns listade.